# أندرو جون بيرغر
أندرو جون بيرغر (بالإنجليزية: Andrew John Berger)‏ هو عالم حيوانات وعالم طيور أمريكي، ولد في 30 أغسطس 1915 في وارن في الولايات المتحدة، وتوفي في 4 يوليو 1995 في هاواي في الولايات المتحدة.